# Campeonato Paranaense 2024
El Campeonato Paranaense de Fútbol 2024 fue la 110.ª edición de la primera división de fútbol del estado de Paraná. El torneo fue organizado por la Federação Paranaense de Futebol (FPF). El torneo comenzó el 17 de enero y finalizó el 7 de abril.
Athletico Paranaense se consagró campeón tras vencer en la final a Maringá, consiguiendo así su título número 28.

## Sistema de juego[2]

### Primera fase
Los 12 equipos se enfrentan en modalidad de todos contra todos a una sola rueda. Culminadas las once fechas, los ocho primeros puestos acceden a los cuartos de final. Los dos últimos posicionados descenderán a Segunda División.

### Segunda fase
- Cuartos de final: Los enfrentamientos de cuartos de final se emparejan con respecto al puntaje de la primera fase, de la siguiente forma:
  - 1.º vs. 8.º
  - 2.º vs. 7.º
  - 3.º vs. 6.º
  - 4.º vs. 5.º

- Semifinales: Los enfrentamientos de las semifinales se jugarán de la siguiente forma:
  - (1.º vs. 8.º) vs. (4.º vs. 5.º)
  - (2.º vs. 7.º) vs. (3.º vs. 6.º)

- Final: Los dos ganadores de las semifinales disputan la final.

- Nota 1: Tanto cuartos de final, semifinales como la final se juegan en partidos de ida y vuelta, el equipo con menor puntaje acumulado hasta el momento del enfrentamiento hará como local en el primer partido.
- Nota 2: En caso de empate en puntos y diferencia de goles en cualquier llave, el ganador se decidirá en tanda de penales. No se consideran los goles de visita.

## Equipos participantes
| Equipo               | Ciudad               | Estadio (Capacidad)           | Posición 2022      | Títulos (último) |
| -------------------- | -------------------- | ----------------------------- | ------------------ | ---------------- |
| Andraus              | Campo Largo          | Vila Capanema (20 083)        | 1.º (2.ª división) | 0                |
| Athletico Paranaense | Curitiba             | Arena da Baixada (42 372)     | Campeón            | 27 (2023)        |
| Azuriz               | Pato Branco          | Pioneiros (1500)              | 9.º                | 0                |
| Cianorte             | Cianorte             | Olímpico Albino Turbay (3000) | 6.º                | 0                |
| Coritiba             | Curitiba             | Couto Pereira (40 512)        | 5.º                | 39 (2022)        |
| FC Cascavel          | Cascavel             | Olímpico Regional (28 125)    | 2.º                | 0                |
| Galo Maringá         | Maringá              | Willie Davids (16 000)        | 7.º                | 0                |
| Londrina             | Londrina             | Estadio do Café (30 000)      | 10.º               | 5 (2021)         |
| Maringá              | Maringá              | Willie Davids (16 000)        | 4.º                | 0                |
| Operário Ferroviário | Ponta Grossa         | Germano Krüger (10 632)       | 3.º                | 1 (2015)         |
| PSTC                 | Alvorada do Sul      | Álvaro Alves (1018)           | 2.º (2.ª división) | 0                |
| São-Joseense         | São José dos Pinhais | Municipal do Pinhão (4047)    | 8.º                | 0                |

| Crecimiento | Equipos provenientes del Campeonato Paranaense de Segunda División 2023. |

## Primera fase

### Tabla de posiciones
| Pos. | Equipo               | Pts. | PJ | G | E | P | GF | GC | Dif. | Clasificación          |
| ---- | -------------------- | ---- | -- | - | - | - | -- | -- | ---- | ---------------------- |
| 1    | Athletico Paranaense | 25   | 11 | 7 | 4 | 0 | 17 | 5  | +12  | Fase final.            |
| 2    | Coritiba             | 21   | 11 | 6 | 3 | 2 | 22 | 11 | +11  | Fase final.            |
| 3    | Maringá              | 20   | 11 | 5 | 5 | 1 | 18 | 11 | +7   | Fase final.            |
| 4    | Operário Ferroviário | 18   | 11 | 5 | 3 | 3 | 11 | 8  | +3   | Fase final.            |
| 5    | Azuriz               | 17   | 11 | 5 | 2 | 4 | 12 | 12 | 0    | Fase final.            |
| 6    | FC Cascavel          | 16   | 11 | 4 | 4 | 3 | 10 | 9  | +1   | Fase final.            |
| 7    | Cianorte             | 14   | 11 | 4 | 2 | 5 | 12 | 13 | −1   | Fase final.            |
| 8    | Londrina             | 14   | 11 | 3 | 5 | 3 | 17 | 14 | +3   | Fase final.            |
| 9    | Andraus              | 11   | 11 | 3 | 2 | 6 | 6  | 16 | −10  |                        |
| 10   | São-Joseense         | 8    | 11 | 2 | 2 | 7 | 8  | 14 | −6   |                        |
| 11   | PSTC                 | 8    | 11 | 2 | 2 | 7 | 9  | 20 | −11  | Descenso de categoría. |
| 12   | Galo Maringá         | 7    | 11 | 1 | 4 | 6 | 13 | 22 | −9   | Descenso de categoría. |

 Fuente: FPF
Criterios de clasificación: 1) Puntos; 2) Partidos ganados; 3) Diferencia de gol; 4) Goles anotados; 5) Enfrentamiento directo entre los equipos en cuestión; 6) Menor cantidad de tarjetas rojas; 7) Menor cantidad de tarjetas amarillas; 8) Sorteo.

## Fase final

#### Cuadro de desarrollo
|  | Cuartos de final | Cuartos de final     | Cuartos de final | Cuartos de final     | Cuartos de final |   |   | Semifinales          | Semifinales       | Semifinales       | Semifinales       | Semifinales       |  |   | Final                | Final          | Final          | Final          | Final          |  |
|  | 4 al 12 de marzo | 4 al 12 de marzo     | 4 al 12 de marzo | 4 al 12 de marzo     | 4 al 12 de marzo |   |   | 18 al 26 de marzo    | 18 al 26 de marzo | 18 al 26 de marzo | 18 al 26 de marzo | 18 al 26 de marzo |  |   | 1 y 9 de abril       | 1 y 9 de abril | 1 y 9 de abril | 1 y 9 de abril | 1 y 9 de abril |  |
|  |                  |                      |                  |                      |                  |   |   |                      |                   |                   |                   |                   |  |   |                      |                |                |                |                |  |
|  |                  |                      |                  |                      |                  |   |   |                      |                   |                   |                   |                   |  |   |                      |                |                |                |                |  |
|  | 1                | Athletico Paranaense | 0                | 6                    | 6                |   |   |                      |                   |                   |                   |                   |  |   |                      |                |                |                |                |  |
|  | 1                | Athletico Paranaense | 0                | 6                    | 6                |   |   |                      |                   |                   |                   |                   |  |   |                      |                |                |                |                |  |
|  | 8                | Londrina             | 1                | 0                    | 1                |   |   |                      |                   |                   |                   |                   |  |   |                      |                |                |                |                |  |
|  | 8                | Londrina             | 1                | 0                    | 1                |   | 1 | Athletico Paranaense | 2                 | 1                 | 3                 |                   |  |   |                      |                |                |                |                |  |
|  |                  |                      |                  |                      |                  |   | 1 | Athletico Paranaense | 2                 | 1                 | 3                 |                   |  |   |                      |                |                |                |                |  |
|  |                  |                      | 4                | Operário Ferroviário | 1                | 0 | 1 |                      |                   |                   |                   |                   |  |   |                      |                |                |                |                |  |
|  | 4                | Operário Ferroviário | 4                | Operário Ferroviário | 1                | 0 | 1 | 0                    | 1                 | 1                 |                   |                   |  |   |                      |                |                |                |                |  |
|  | 4                | Operário Ferroviário |                  |                      |                  |   |   |                      |                   | 1                 |                   |                   |  |   |                      |                |                |                |                |  |
|  | 5                | Azuriz               | 0                | 0                    | 0                |   |   |                      |                   |                   |                   |                   |  |   |                      |                |                |                |                |  |
|  | 5                | Azuriz               | 0                | 0                    | 0                |   |   |                      |                   |                   |                   |                   |  | 1 | Athletico Paranaense | 1              | 3              | 4              |                |  |
|  |                  |                      |                  |                      |                  |   |   |                      |                   |                   |                   |                   |  | 1 | Athletico Paranaense | 1              | 3              | 4              |                |  |
|  |                  |                      | 3                | Maringá              | 0                | 0 | 0 |                      |                   |                   |                   |                   |  |   |                      |                |                |                |                |  |
|  | 2                | Coritiba             | 3                | Maringá              | 0                | 0 | 0 | 4                    | 2                 | 6                 |                   |                   |  |   |                      |                |                |                |                |  |
|  | 2                | Coritiba             |                  |                      |                  |   |   |                      |                   | 6                 |                   |                   |  |   |                      |                |                |                |                |  |
|  | 7                | Cianorte             | 0                | 0                    | 0                |   |   |                      |                   |                   |                   |                   |  |   |                      |                |                |                |                |  |
|  | 7                | Cianorte             | 0                | 0                    | 0                |   | 2 | Coritiba             | 0                 | 0                 | 0                 |                   |  |   |                      |                |                |                |                |  |
|  |                  |                      |                  |                      |                  |   | 2 | Coritiba             | 0                 | 0                 | 0                 |                   |  |   |                      |                |                |                |                |  |
|  |                  |                      | 3                | Maringá              | 2                | 0 | 2 |                      |                   |                   |                   |                   |  |   |                      |                |                |                |                |  |
|  | 3                | Maringá              | 3                | Maringá              | 2                | 0 | 2 | 0                    | 3                 | 3                 |                   |                   |  |   |                      |                |                |                |                |  |
|  | 3                | Maringá              |                  |                      |                  |   |   |                      |                   | 3                 |                   |                   |  |   |                      |                |                |                |                |  |
|  | 6                | FC Cascavel          | 1                | 1                    | 2                |   |   |                      |                   |                   |                   |                   |  |   |                      |                |                |                |                |  |
|  | 6                | FC Cascavel          | 1                | 1                    | 2                |   |   |                      |                   |                   |                   |                   |  |   |                      |                |                |                |                |  |
|  |                  |                      |                  |                      |                  |   |   |                      |                   |                   |                   |                   |  |   |                      |                |                |                |                |  |

Nota: El equipo que ocupa la primera línea es el que define la serie como local.

| Bandera del estado de Paraná      |
| Campeón                           |
| Athletico Paranaense 28.mo título |

## Clasificación final
| Pos. | Equipo                   | Pts. | PJ | G  | E | P | GF | GC | Dif. | Clasificación                       |
| ---- | ------------------------ | ---- | -- | -- | - | - | -- | -- | ---- | ----------------------------------- |
| 1.º  | Athletico Paranaense (C) | 40   | 17 | 12 | 4 | 1 | 30 | 7  | +23  | Copa de Brasil 2025.                |
| 2.º  | Maringá                  | 27   | 17 | 7  | 6 | 4 | 23 | 17 | +6   | Copa de Brasil 2025.                |
| 3.º  | Coritiba                 | 28   | 15 | 8  | 4 | 3 | 28 | 13 | +15  | Copa de Brasil 2025.                |
| 4.º  | Operário Ferroviário     | 22   | 15 | 6  | 4 | 5 | 13 | 11 | +2   | Copa de Brasil 2025.                |
| 5.º  | FC Cascavel              | 19   | 13 | 5  | 4 | 4 | 12 | 12 | 0    | Copa de Brasil 2025 y Serie D 2025. |
| 6.º  | Azuriz                   | 18   | 13 | 5  | 3 | 5 | 12 | 13 | −1   | Serie D 2025                        |
| 7.º  | Cianorte                 | 14   | 13 | 4  | 2 | 7 | 12 | 19 | −7   | Serie D 2025                        |
| 8.º  | Londrina                 | 17   | 13 | 4  | 5 | 4 | 18 | 20 | −2   |                                     |
| 9.º  | Andraus                  | 11   | 11 | 3  | 2 | 6 | 6  | 16 | −10  |                                     |
| 10.º | São-Joseense             | 8    | 11 | 2  | 2 | 7 | 8  | 14 | −6   |                                     |
| 11.º | PSTC                     | 8    | 11 | 2  | 2 | 7 | 9  | 20 | −11  | Segunda División 2025.              |
| 12.º | Galo Maringá             | 7    | 11 | 1  | 4 | 6 | 13 | 22 | −9   | Segunda División 2025.              |

Reglas de clasificación: 1) Puntos; 2) Partidos ganados; 3) Diferencia de gol; 4) Goles anotados; 5) Enfrentamiento directo entre los equipos en cuestión; 6) Menor cantidad de tarjetas rojas; 7) Menor cantidad de tarjetas amarillas; 8) Sorteo.

## Goleadores
| Pos. | Jugador           | Equipo               | Goles |
| ---- | ----------------- | -------------------- | ----- |
| 1    | Robson            | Coritiba             | 11    |
| 2    | Pablo             | Athletico Paranaense | 6     |
| 3    | Calyson           | Londrina             | 5     |
| 4    | Gonzalo Mastriani | Athletico Paranaense | 4     |
|      | Rodrigo Santos    | Maringá              | 4     |
|      | Vinícius Faria    | Cianorte             | 4     |